# ماثيو نايت (ممثل)
ماثيو نايت (بالإنجليزية: Matthew Knight)‏ (17 فبراير 1994) ممثل أمريكي.

## عن حياته
يقيم حاليا في أونتاريو تورنتو بكندا،بدأ حياته الفنية عندما لعب دوربيتر بإحدى الحلقات التلفزيونية وكان ودوره بالفيلم الروائي «سبندر الكبير» عام 2066 دور رائد وفي ذلك العام حصل ع دول البطولة مع رونا ميترا

## أعماله
- فيلم The Grudge 3
- فيلم The Good Witch

## روابط خارجية
- ماثيو نايت على موقع IMDb (الإنجليزية)
- ماثيو نايت على موقع قاعدة بيانات الأفلام العربية
- ماثيو نايت على موقع أول موفي (الإنجليزية)
- ماثيو نايت على موقع قاعدة بيانات الفيلم (الإنجليزية)